# Течение Хеле-Шоу
Течение Хеле-Шоу определяется как течение жидкости или газа, происходящее между двумя параллельными плоскими пластинами, разделёнными узким зазором, удовлетворяющим определенным условиям. Оно названо в честь Генри Селби Хеле-Шоу, который изучал эту задачу в 1898 году.   Различные проблемы механики жидкости можно аппроксимировать течениями Хеле-Шоу, поэтому исследование этих течений имеет важное значение. Аппроксимирование течением Хеле-Шоу особенно важно для микропотоков. Это связано с технологией производства, которая создает неглубокие плоские конфигурации, и обычно низкими числами Рейнольдса микропотоков.
Условия, которые должны быть выполнены, следующие:
{\displaystyle {\frac {h}{l}}\ll 1,\qquad {\frac {Uh}{\nu }}{\frac {h}{l}}\ll 1}
где {\displaystyle h} — ширина зазора между пластинами, {\displaystyle U} — характерный масштаб скорости, {\displaystyle l} — характерный масштаб длины в направлениях, параллельных пластине и {\displaystyle \nu } — кинематическая вязкость. В частности, число Рейнольдса {\displaystyle Re=Uh/\nu } не всегда должно быть малым, но может быть порядка единицы или больше, если оно удовлетворяет условию {\displaystyle Re\cdot (h/l)\ll 1}. С точки зрения числа Рейнольдса {\displaystyle Re_{l}=Ul/\nu }, основанном на {\displaystyle l}, условие становится {\displaystyle Re_{l}(h/l)^{2}\ll 1.}
Основное уравнение течения Хеле-Шоу идентично уравнению невязкого потенциального течения и течения жидкости через пористую среду (закон Дарси). Таким образом, это позволяет визуализировать этот тип потока в двух измерениях. 

## Математическая формулировка течений Хеле-Шоу
Пусть {\displaystyle x}, {\displaystyle y} — направления, параллельными плоским пластинам, а {\displaystyle z} — перпендикулярное направление, также {\displaystyle h} — высота зазора между пластинами (от {\displaystyle z=0} до h ) и {\displaystyle l} — соответствующий характерным масштаб длины в плоскости {\displaystyle Oxy}. При указанных выше ограничениях несжимаемые уравнения Навье–Стокса в первом приближении принимают вид 
{\displaystyle {\begin{aligned}{\frac {\partial p}{\partial x}}=\mu {\frac {\partial ^{2}v_{x}}{\partial z^{2}}},\quad {\frac {\partial p}{\partial y}}&=\mu {\frac {\partial ^{2}v_{y}}{\partial z^{2}}},\quad {\frac {\partial p}{\partial z}}=0,\\{\frac {\partial v_{x}}{\partial x}}+{\frac {\partial v_{y}}{\partial y}}+{\frac {\partial v_{z}}{\partial z}}&=0,\\\end{aligned}}}
где {\displaystyle \mu } — это динамическая вязкость. Эти уравнения аналогичны уравнениям пограничного слоя, за исключением того, что в них отсутствуют нелинейные члены. В первом приближении, после наложения граничных условий непроскальзывания при {\displaystyle z=0,h}, имеем решение:
{\displaystyle {\begin{aligned}p&=p(x,y),\\v_{x}&=-{\frac {1}{2\mu }}{\frac {\partial p}{\partial x}}z(h-z),\\v_{y}&=-{\frac {1}{2\mu }}{\frac {\partial p}{\partial y}}z(h-z)\end{aligned}}}
Уравнение для {\displaystyle p} получается из уравнения непрерывности. Интегрируя уравнение неразрывности по всему каналу и накладывая граничные условия непроникновения через стенки, имеем
{\displaystyle \int _{0}^{h}\left({\frac {\partial v_{x}}{\partial x}}+{\frac {\partial v_{y}}{\partial y}}\right)dz=0,}
что приводит к уравнению Лапласа:
{\displaystyle {\frac {\partial ^{2}p}{\partial x^{2}}}+{\frac {\partial ^{2}p}{\partial y^{2}}}=0.}
Это уравнение дополняется соответствующими граничными условиями. Например, граничные условия непроникновения на боковых стенках становятся следующими: {\displaystyle {\mathbf {\nabla } }p\cdot \mathbf {n} =0}, где {\displaystyle \mathbf {n} } — единичный вектор, перпендикулярный боковой стенке (обратите внимание, что на боковых стенках нельзя наложить граничные условия непроскальзывания). Границы также могут быть областями, подверженными постоянному давлению, в этом случае уместно граничное условие Дирихле для {\displaystyle p}. Аналогично можно использовать и периодические граничные условия. Можно также отметить, что вертикальная составляющая скорости в первом приближении равна
{\displaystyle v_{z}=0}
что следует из уравнения непрерывности. В то время как величина скорости {\displaystyle {\sqrt {v_{x}^{2}+v_{y}^{2}}}} варьируется в {\displaystyle z} направление, направление вектора скорости {\displaystyle \operatorname {arctg} (v_{y}/v_{x})} не зависит от  направления {\displaystyle z}, то есть закономерности обтекания на каждом уровне схожи. Вектор завихренности {\displaystyle {\boldsymbol {\omega }}} имеет компоненты 
{\displaystyle \omega _{x}={\frac {1}{2\mu }}{\frac {\partial p}{\partial y}}(h-2z),\quad \omega _{y}=-{\frac {1}{2\mu }}{\frac {\partial p}{\partial x}}(h-2z),\quad \omega _{z}=0.}
Поскольку {\displaystyle \omega _{z}=0}, модели обтекания в плоскости {\displaystyle Oxy} соответствует потенциальному потоку (безвихревому потоку). В отличие от потенциального потока, здесь циркуляция {\displaystyle \Gamma } вокруг любого замкнутого контура {\displaystyle C} (параллельно плоскости {\displaystyle Oxy}), независимо от того, охватывает ли она твёрдый объект или нет, равна нулю,
{\displaystyle \Gamma =\oint _{C}v_{x}dx+v_{y}dy=-{\frac {1}{2\mu }}z(h-z)\oint _{C}\left({\frac {\partial p}{\partial x}}dx+{\frac {\partial p}{\partial y}}dy\right)=0}
где последний интеграл равен нулю, потому что {\displaystyle p} является однозначной функцией, а интегрирование выполняется по замкнутому контуру.

### Усреднённая по глубине форма
В канале Хеле-Шоу можно определить усреднённую по глубине версию любой физической величины, скажем, {\displaystyle \varphi }:
{\displaystyle \langle \varphi \rangle \equiv {\frac {1}{h}}\int _{0}^{h}\varphi dz.}
Тогда двумерный вектор скорости, усредненный по глубине {\displaystyle \mathbf {u} \equiv \langle \mathbf {v} _{xy}\rangle }, где {\displaystyle \mathbf {v} _{xy}=(v_{x},v_{y})}, удовлетворяет закону Дарси,
{\displaystyle -{\frac {12\mu }{h^{2}}}\mathbf {u} =\nabla p\quad {\text{with}}\quad \nabla \cdot \mathbf {u} =0.}
Далее, {\displaystyle \langle {\boldsymbol {\omega }}\rangle =0.}

## Ячейка Хеле-Шоу
Термин «ячейка Хеле-Шоу» обычно используется в случаях, когда жидкость вводится в неглубокую полость сверху или снизу, а также когда жидкость ограничена другой жидкостью или газом.  Для таких течений граничные условия определяются давлениями и поверхностными натяжениями.